# Гельмінтологія
Гельмінтоло́гія (лат. helminthologia, походить від грец. ἕλμινς; ἕλμις - черв (гельмінт) + грец. logos - вчення, наука) — наука, яка вивчає гельмінтів (паразитуючих червів), хвороби (гельмінтози), які вони спричинюють, та заходи боротьби з ними. 
Є розділом зоології, частиною комплексу паразитологічних наук, гельмінтологія тісно пов'язана одночасно з багатьма іншими біологічними науками, медициною, ветеринарією і фітопатологією. Гельмінтологія вирішує різні проблеми як теоретичного, так і прикладного характеру.
Медична гельмінтологія вивчає патогенез кожного окремого гельмінтозу, його клінічну симптоматологію, патологоанатомічну картину уражень, епідеміологічні особливості в залежності від ландшафтно-географічних і соціальних умов. Вона вивчає також особливості біохімічних і фізіологічних процесів, що йдуть в організмі гельмінта і ураженого їм хазяїна, тому що без цих знань неможливо знайти зрозумілі особливості їхніх взаємовідносин на окремих етапах інвазивного процесу, особливості патогенезу, клінічного перебігу, імунітету, алергічних зрушень.

## Відомі українські гельмінтологи
- Двойнос Григорій Митрофанович
- Іскова Надія Іванівна
- Коваль Віра Павлівна
- Корнюшин Вадим Васильович
- Кузьмін Юрій Ігорович
- Кузьміна Тетяна Анатоліївна
- Кулаківська Ольга Петрівна
- Маркевич Олександр Прокопович
- Смогоржевська Лідія Олексіївна
- Ткач Василь Володимирович
- Трач Василь Никифорович
- Харченко Віталій Олександрович
- Шарпило Віктор Петрович

## Розвиток гельмінтології в СРСР
Радянську гельмінтологію певний час очолював академік АН СРСР Костянтин Іванович Скрябін. Під його безпосереднім керівництвом і частково з його участю було проведено більше трьохсот спеціальних експедицій, що охопили всю територію нашої країни, всі її зони. Під його керівництвом були випущені багатотомні праці по всіх великих групах паразитичних гельмінтів. Дуже багато зроблено і в теоретичному відношенні.

Почавши з простого накопичення фактів, він створив гельмінтологію як науку, провів її через періоди становлення та формування. Він говорив: 
…що він бачить час, нехай воно прийде не надто скоро, коли гельмінтологи буде нічого робити, тому що досліджувані ними об'єкти зникнуть, вірніше, їх знищать самі люди.
Вчений відкрив близько 200 нових видів паразитів, створив спільно з іншим радянським вченим, Р. С. Шульцем, номенклатуру основних груп, запропонував метод повного гельмінтологічного розтину, який використовують багато вчених.
За наукові роботи академіку К. І. Скрябіну було присвоєно звання Героя Соціалістичної Праці, йому була присуджена Ленінська премія, двічі Державна премія і Золота медаль імені І. І. Мечникова.

## Видатні гельмінтологи СРСР
- Рижиков Костянтин Мінайович
- Скрябін Костянтин Іванович